# Duxbury, England
Duxbury var en civil parish från 1858 till 1934 då den blev en del av Chorley, Heath Charnock och Coppull, i grevskapet Lancashire, i England. Civil parish var belägen 15 km från Preston och hade 337 invånare år 1931.